# Kalle Karlsson från Jularbo
Kalle Karlsson från Jularbo är en svensk dramafilm med några glimtar ur spelmannen Calle Jularbos liv från 1952 i regi av Ivar Johansson.

## Om filmen
Filmen premiärvisades 13 oktober 1952 på biograf Astoria i Stockholm. Filmen spelades in vid Sandrew-Ateljéerna i Stockholm med exteriörer från Berns salonger,  Lilla Hasselbacken i Stockholm och Eskilstuna folkpark, Västerås folkpark, Marstrand och Göteborgs skärgård med flera platser av Carl-Eric Edlund. Man valde i flera fall autentiska inspelningsplatser för att få den rätta miljöatmosfären. Som förlaga till filmen har man Calle Jularbos biografi Med dragspelet i högsätet som utgavs 1946.

## Roller i urval
- Jan-Olof Lindstedt - Kalle Karlsson från Jularbo som femåring
- Ola Lendahl - Kalle Karlsson i skolåldern
- Kenne Fant - Kalle Karlsson från Jularbo som vuxen
- Ivar Hallbäck - Alfred Karlsson, gårdfarihandlare, Kalles far
- Rut Holm - Selma, Kalles mor
- Britt-Marie Jansson - Inger Mattsson i skolåldern, Kalles flamma
- Kerstin Dunér - Inger Mattsson som stor tös
- Ingrid Thulin - Elsa, flickan på skogshuggarfesten
- Stig Järrel - direktör Charles Andersson, kapellmästare, ledare för Anderssonska Soarésällskapet
- Ingrid Backlin - Charles fru
- Alf Östlund - Bernhard Forslund, kinematografföreståndare
- Arne Källerud - impressario
- Arthur Fischer - impressario
- Gustaf Lövås - Rallar-Svante, rallarbas
- Torgny Anderberg - Karl Gylling, dragspelsvirtuos
- Martin Ljung - Frans Lundberg, dragspelsvirtuos

## Musik i filmen
- Nya Värmlandsvalsen, kompositör Carl Jularbo, instrumental.
- Gammal polkett, kompositör Carl Jularbo, instrumental.
- Carl-Gustafs vals, kompositör Carl Jularbo, instrumental.
- Alfreds vals, kompositör Carl Gylling, instrumental.
- Dragspelarnas paradmarsch, musikarrangör Carl Jularbo, instrumental.
- Bull-Pers hambo, kompositör Carl Jularbo och Ragnar "Ragge" Sundquist, instrumental.
- Frykdalsdans nr 2 (Dansen den går på grönan äng) musikbearbetning Ernst Willners, text Tord Wetterberg, instrumental.
- Östanbyvalsen, kompositör Carl Jularbo, instrumental.
- Grytnäspolkett, kompositör Carl Jularbo, instrumental.
- Pappas polkett, kompositör Alfred Karlsson, instrumental.
- Min första komposition, kompositör Carl Jularbo, instrumental.
- Norgeminnen, kompositör Carl Jularbo, instrumental.
- Kristianiaminnen, kompositör Carl Jularbo, instrumental.
- Norsk bonnebryllupsvals, musikarrangör Carl Jularbo, instrumental.
- Tuoll' on mun kultani (Fjärran han dröjer), text Karl Wetterhoff, instrumental.
- Norska valsen, kompositör C. Pedersen, musikarrangör Carl Jularbo, instrumental.
- Väddö-valsen, kompositör Carl Jularbo, instrumental.
- Balettmästaren, kompositör Giuseppe Valente, instrumental.
- Ta det med ro (Tag den med ro), kompositör I.A. Myrbraaten, musikarrangör Carl Jularbo, instrumental.
- Vi gå över daggstänkta berg, kompositör Edwin Ericson troligen efter gånglåt från Hälsingland, text Olof Thunman, instrumental.
- Ah! Vous dirai-je, Maman (Blinka lilla stjärna), musikbearbetning Wolfgang Amadeus Mozart, text Betty Ehrenborg-Posse, instrumental.
- Fröjd på vischan, kompositör Carl Jularbo, instrumental.
- Alte Kameraden, kompositör Carl Teike, instrumental.
- Näktergalen, musikarrangör Carl Jularbo, instrumental.
- Lill- och ringfinger, kompositör Giuseppe Valente, musikarrangör Carl Jularbo, instrumental.
- Kom, kom, kom till smörgåsbordet, kompositör och bearbetning från Björneborgarnas marsch Helge Lindberg, text Gösta Stevens, instrumental.
- Drömmen om Elin (Borgholmsvalsen), musikbearbetning Carl Jularbo, text Peter Himmelstrand, instrumental.
- Jularbo-schottis, kompositör Carl Jularbo, instrumental.
- Bondvals, kompositör Theodor Pinet, text Göran Svenning, instrumental.
- Stråtjärapolka, kompositör Jack Gill, Fritz Lundgren och Hans-Erik Nääs, instrumental.
- Östgötasväng, kompositör Fritz Lundgren, framförs av Fritz Lundgren på dragspel.
- Carnival of Venice (Karneval i Venedig/Min hatt den har tre kanter), musikbearbetning Pietro Frosini, framförs av Pietro Frosini på dragspel från en grammofonskiva.
- Upsala-minnen, kompositör Hildur Broström, instrumental.
- Finska valsen (Fleckeras vals), uppteckning och musikbearbetning Hesekiel Wahlrot, text Ernst Rolf, instrumental.
- Mandom, mod och morske män, text Richard Dybeck, instrumental.
- Sundsvallsvalsen, kompositör Carl Jularbo, instrumental.
- A-durpolkett, kompositör Alfred Karlsson, instrumental.
- Livet i Finnskogarna, musikarrangör Carl Jularbo och Herman Gellin, text Svarta Masken, instrumental.
- Te dans mä' Kalstatösera (Te dans med Kallstatösera), kompositör Erik Uppström, text Rune Lindström, instrumental.
- Jag gick mig ut en afton, instrumental.
- Norrlandsminnen, kompositör Carl Jularbo, text Helge Roundquist, instrumental.
- Trestegsvalsen, kompositör Carl Jularbo, instrumental.
- Jularbominnen, kompositör Carl Jularbo, instrumental.
- Hagalunds-valsen, kompositör Carl Jularbo, instrumental.
- E-durpolkett, kompositör Carl Jularbo, instrumental.